# Genovés (kommunhuvudort)
Genovés är en kommunhuvudort i Spanien.   Den ligger i provinsen Província de València och regionen Valencia, i den östra delen av landet, 300 km sydost om huvudstaden Madrid. Genovés ligger 142 meter över havet och antalet invånare är 2 567.
Terrängen runt Genovés är kuperad åt nordväst, men åt sydost är den platt. Runt Genovés är det ganska tätbefolkat, med 139 invånare per kvadratkilometer. Närmaste större samhälle är Xàtiva, 4,2 km väster om Genovés. 